# 姉小路実世
姉小路 実世（あねがこうじ さねよ）は、鎌倉時代初期から中期にかけての公卿。権大納言・姉小路公宣の長男。官位は正二位・権中納言。姉小路家（閑院流）2代当主。

## 経歴
承元2年（1208年）従五位下に叙爵し、建保2年（1214年）侍従に任ぜられる。建保5年（1217年）従五位上に進み、阿波介・左近衛少将を歴任する。
承久3年（1221年）正五位下、続けて従四位下に昇る。貞応元年（1222年）左近衛中将に転じ、翌貞応2年（1223年）従四位上・近江権守に叙任される。嘉禄2年（1226年）皇太后権亮を兼ね、翌嘉禄3年（1227年）正四位下・蔵人頭に進む。寛喜2年（1230年）参議に任ぜられ公卿に列し、翌寛喜3年（1231年）阿波権守を兼任。寛喜4年（1232年）従三位に叙された。
文暦2年（1235年）正三位・権中納言に叙任される。嘉禎3年（1237年）従二位に進む。暦仁2年（1239年）正二位に叙されるが、翌仁治元年（1240年）停任され、正嘉元年（1257年）出家。文永元年（1264年）61歳で薨去。
寛喜元年（1229年）10月に火災が発生し、実世の家が焼失。さらに寛喜3年（1231年）には嫡男の公綱が卒去するなど不幸に見舞われた。実世も仁治元年（1240年）に不仕によって停任され、そのまま出家した。そのため、姉小路家の当主は弟の実尚が受け継ぐこととなった。

## 官歴
※以下、『公卿補任』の記載に従う。
- 承元2年（1208年）11月14日：従五位下に叙爵。
- 建保2年（1214年）正月14日：侍従に任ず。
- 建保5年（1217年）正月2日：従五位上に叙す。
- 建保6年（1218年）正月13日：阿波介に任ず。
- 建保7年（1219年）正月22日：左近衛少将に任ず。
- 承久3年（1221年）正月13日：正五位下に叙す（臨時）。11月29日（1222年1月12日）：従四位下に叙す。少将如元。
- 貞応元年（1222年）11月15日：左近衛中将に転ず。
- 貞応2年（1223年）正月27日：近江権守を兼ぬ。3月15日：従四位上に叙す（中宮入内。父讓）。
- 嘉禄元年（1225年）7月24日：復任す（父）。
- 嘉禄2年（1226年）8月14日：皇太后権亮を兼ぬ。
- 嘉禄3年（1227年）正月5日：正四位下に叙す（臨時）。4月7日：蔵人頭に補す。
- 寛喜2年（1230年）正月4日：参議に任ず。左中将如元。
- 寛喜3年（1231年）正月29日：阿波権守を兼ぬ。
- 寛喜4年（1232年）正月5日：従三位に叙す（臨時）。
- 文暦2年（1235年）正月30日：正三位に叙す。8月30日：権中納言に任ず。
- 嘉禎3年（1237年）正月30日：勅授。9月15日：従二位に叙す。
- 暦仁2年（1239年）正月5日：正二位に叙す。
- 仁治元年（1240年）9月26日：停任。
- 正嘉元年（1257年）8月：出家。
- 文永元年（1264年）11月1日：薨去。享年61。または60。

## 系譜
- 父：姉小路公宣
- 母：藤原兼光の娘
- 妻：藤原定輔の娘
  - 長男：姉小路公綱（? - 1231年）
  - 次男：公紹（? - 1321年）
- 生母不明の子女
  - 女子：後嵯峨天皇宮人
  - 女子：小倉公雄室
  - 女子：中山基雅室